# Parc de Hollywood Road
Le parc de Hollywood Road (荷李活道公園) est un parc public situé dans le quartier de Sheung Wan à Hong Kong.
Il est inauguré en 1990 et est construit dans un style architectural chinois.

## Histoire
Dans les cartes des années 1980 et ultérieur, le site du parc de Hollywood Road est marqué sous le nom de Possession Point qui est l'endroit où les Britanniques ont débarqué pour la première fois sur l'île de Hong Kong en 1841. Le commandant des forces britanniques en Chine, Gordon Bremer (en) y prend officiellement possession le 26 janvier 1841, une date considérée comme celle de la fondation de Hong Kong (en),.
Le parc de Hollywood Road est également le site de l'ancien Tai Tat Tei (ou Dai tat dei, « grand morceau de terre »), surnommé la « boîte de nuit du pauvre » dans les années 1960 et 1970,,. Tai Tat Tei était un marché nocturne populaire où les gens se rendaient pour manger de la nourriture bon marché et regarder des spectacles de rue gratuits.

## Galerie

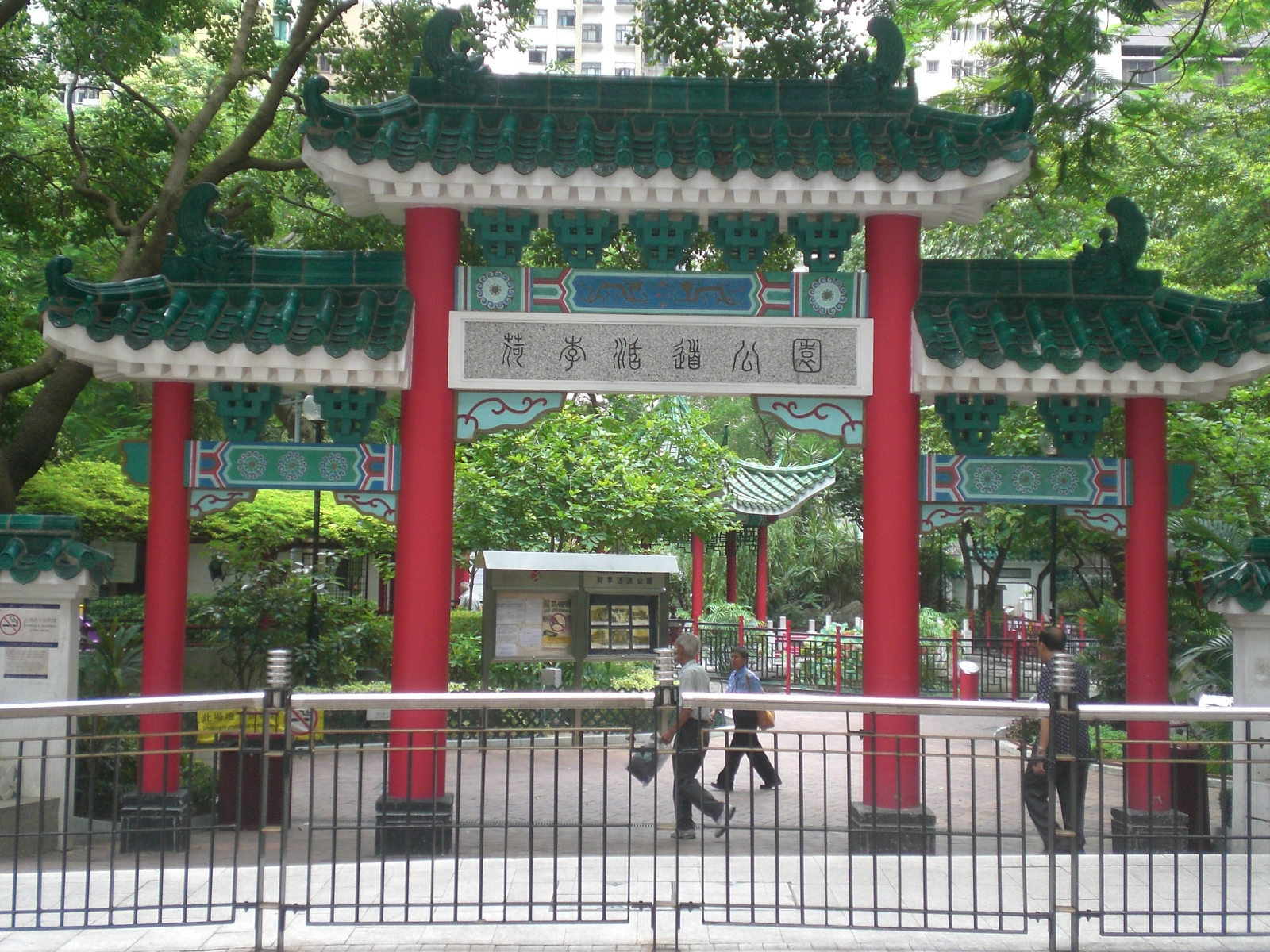
Entrée du parc sur Hollywood Road (zh).
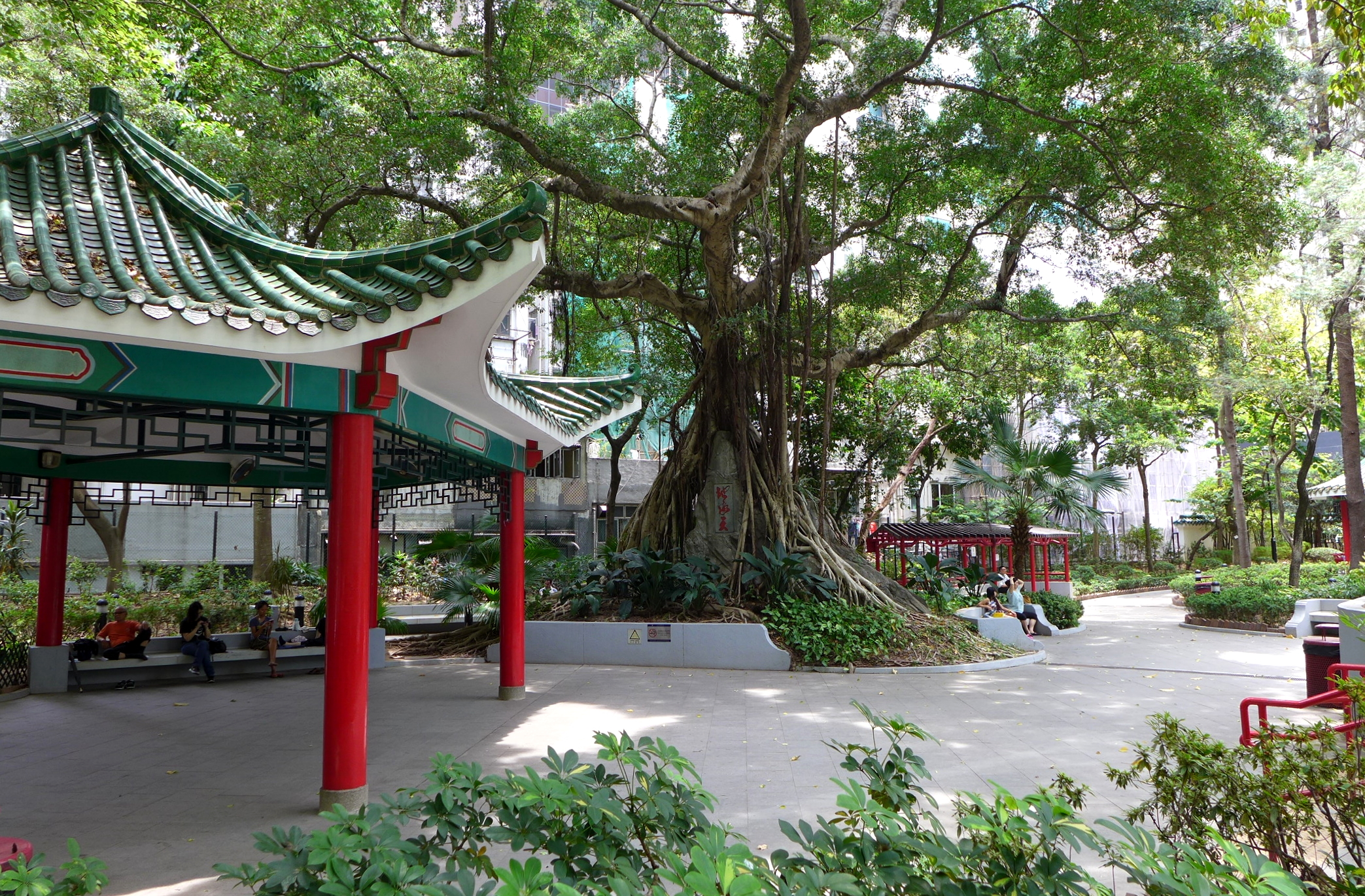
Banians dans le parc.
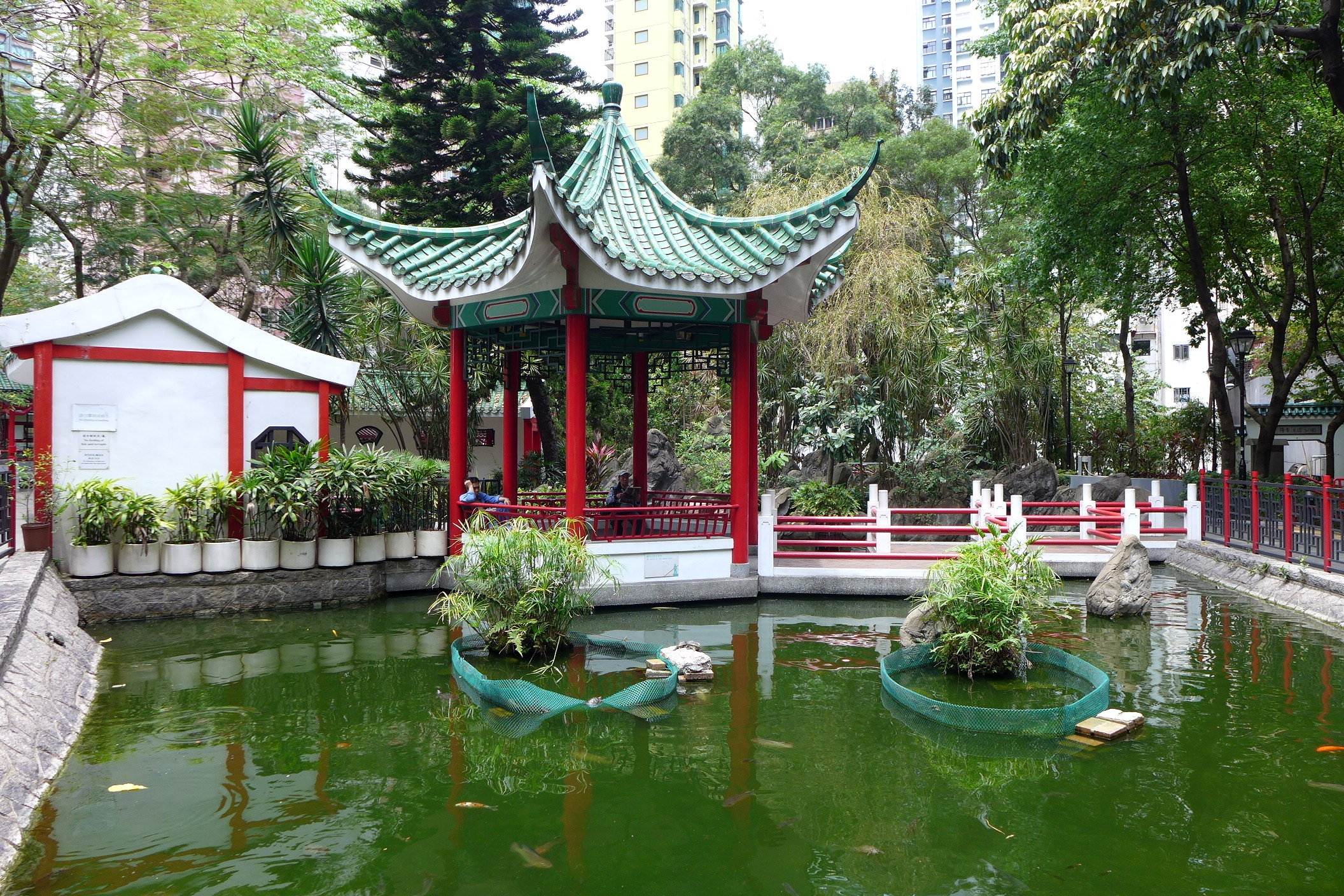
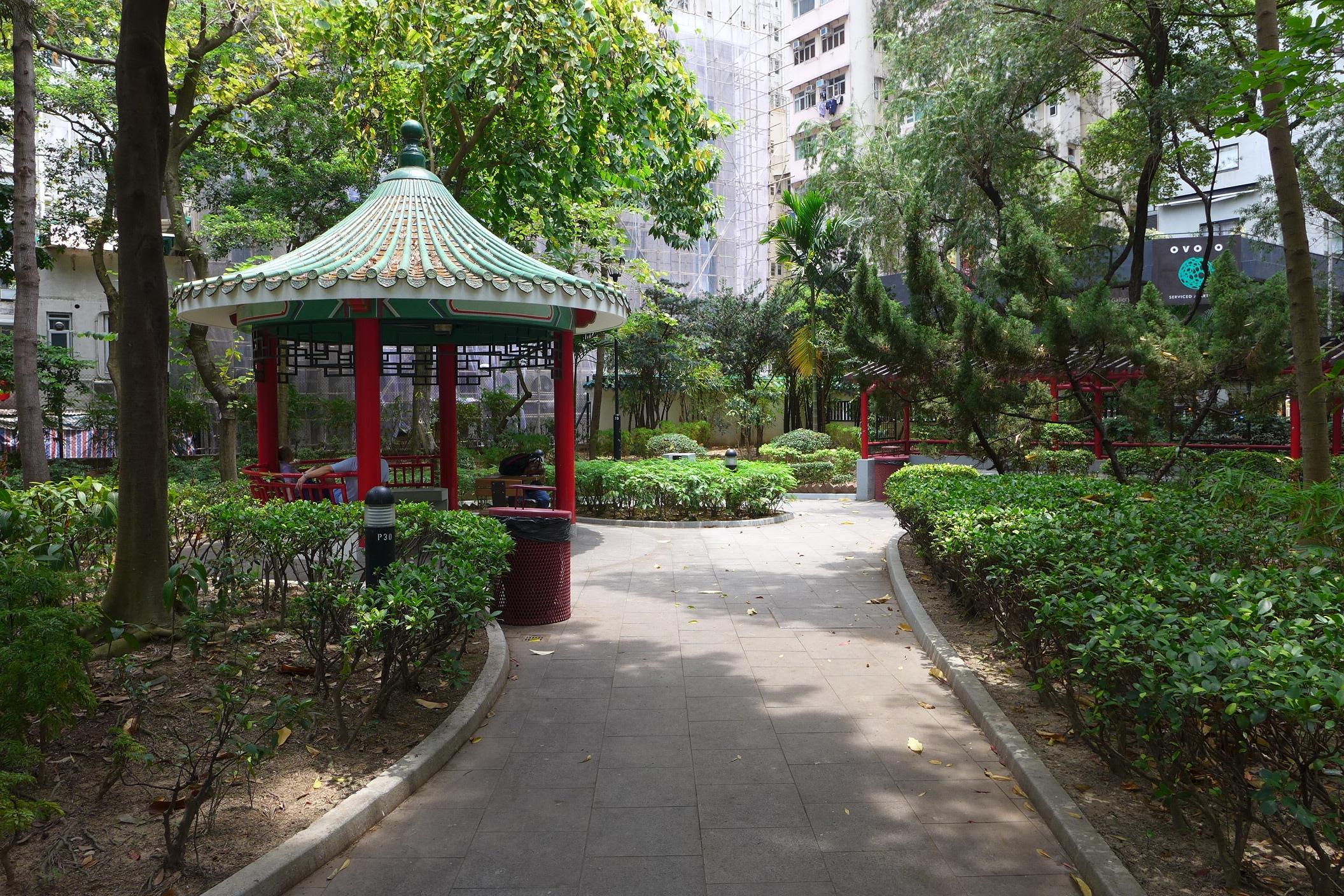
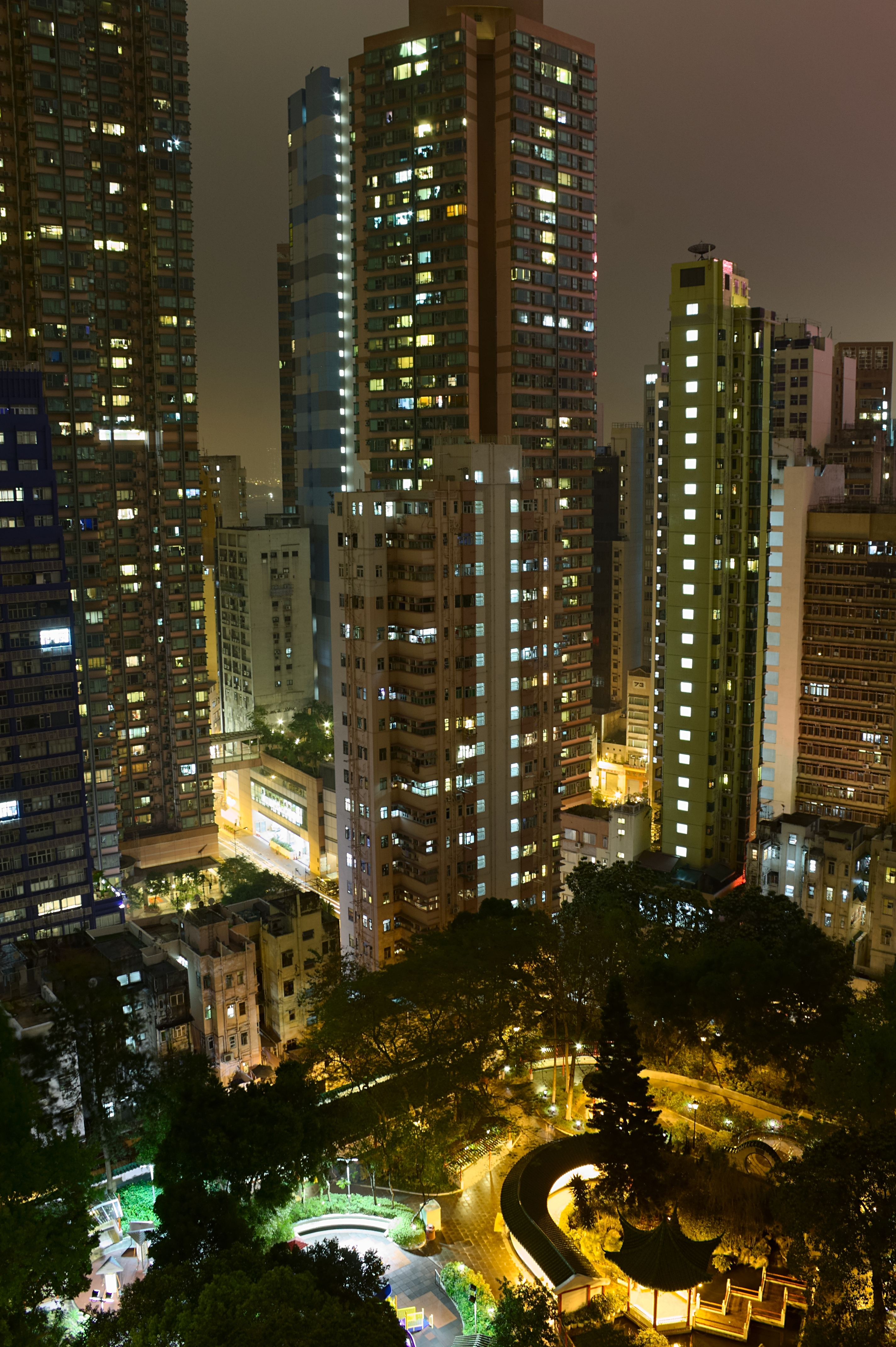
Le parc de nuit aux pieds de grands immeubles.